# 奉化江大桥 (鄞城大道)
奉化江大桥，又称奉化江特大桥，是浙江省宁波市鄞城大道的一座跨江大桥，跨越奉化江，为波形钢腹板连续变截面箱梁桥，位于海曙区和奉化区之间，全长1020米，桥宽51米，建成时为亚洲跨度最长的波形钢腹板变截面连续箱梁桥，于2016年开工，2019年3月19日全桥合龙，2019年12月25日随鄞城大道通车。